# Yamaha Nouvo
La Yamaha Nouvo es una motocicleta semiautomática CVT, diseñada y fabricada por Yamaha Motor. Se introdujo al mercado en abril de 2002 en el sudeste asiático y en 2004 en Brasil, donde pasó a llamarse Yamaha Neo.

## Historia
Para finales del siglo XX, la demanda de motocicletas en los países del ASEAN había aumentado considerablemente llegando a venderse 3,4 millones de unidades en 2001. Respondiendo a estas demandas, la Nouvo fue desarrollada bajo el código de modelo "AT115" con una cilindrada de 115cc y en abril de 2002 fue comercializada en Malasia, Indonesia, Tailandia y otros países del sudeste asiático. El nombre "Nouvo" viene del francés Nouveau, palabra utilizada para referirse a algo nuevo o de moda. Se pretendía desarrollar el cuadro con el mismo o mayor nivel de rigidez que un ciclomotor para lograr una conducción similar y un buen rendimiento de manejo, pero también tener el mismo nivel de comodidad que un scooter.

### Rediseño
Para 2004,  la Nouvo tendría un rediseño que incluyó faros similares a los de la Yamaha YZF-R1, luz trasera de seguridad con la adición de un dispositivo retrorreflector, paneles de la carrocería y el reposapiés del pasajero. Para mejorar la estabilidad, la suspensión delantera también recibió nuevos ajustes.

### Nouvo Elegance
En febrero de 2008, se lanzó en Tailandia y Vietnam una versión completamente nueva, la Yamaha Nouvo Elegance (LX en Vietnam) para sus mercados con el código de modelo "AT135". Los principales cambios fueron en el motor, con la cilindrada incrementada a 135 cc. El cilindro del motor y el pistón forjado fueron refabricados en silicio de aluminio fundido a presión, lo que lo hace más liviano y le brinda una mejor relación potencia-peso para reducir el sobrecalentamiento del motor. El nuevo modelo también está refrigerado por agua, indicado por la adición de un radiador, instalado en el lado derecho del motor. Los cambios cosméticos incluyen la cubierta del cuerpo: se agregaron bordes más afilados con un asiento más grande. En Malasia, se lanzó como Yamaha Nouvo LC en agosto de 2008.

## Subcultura

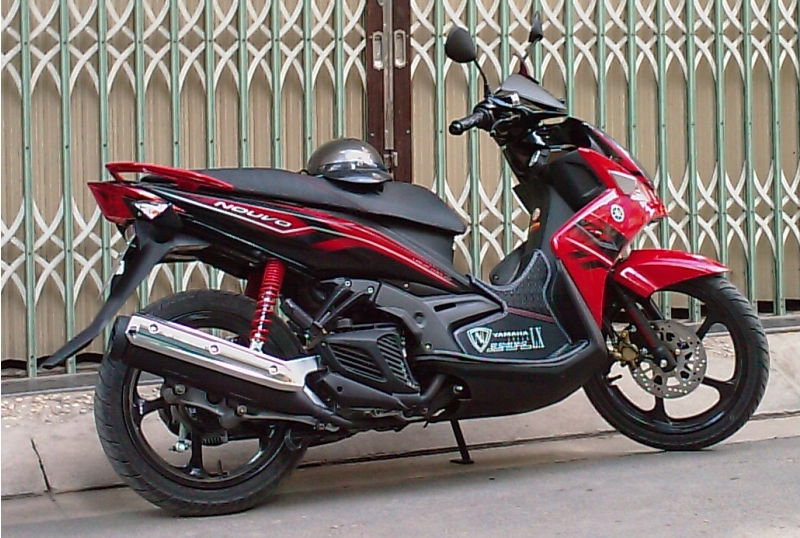
Yamaha Nouvo LX-RC de 2008

Aunque las Nouvos no están diseñadas para ser motocicletas de alto rendimiento ni para obtener victorias legítimas en carreras, se han utilizado para carreras desde su introducción. En 2003, varios equipos de motocicletas privados y patrocinados en Malasia ingresaron al Nouvo para competir en el Campeonato Cub Prix de Malasia. En los últimos años, la Nouvo ha ganado rápidamente popularidad como plataforma para la modificación y personalización (por ejemplo, aerografía o adición de sistemas de audio integrados) por parte de la comunidad entusiasta. Con una gran variedad de piezas de rendimiento del mercado de accesorios, incluidos bloques de motor de carrera, carburadores de carrera y kits de suspensión de ajuste fino para hacer que sea más rápida, se hizo popular en la escena de las carreras callejeras legales e ilegales, hasta el punto de convertirse en un fenómeno de subcultura, particularmente en Tailandia y Malasia.